# Tour svane

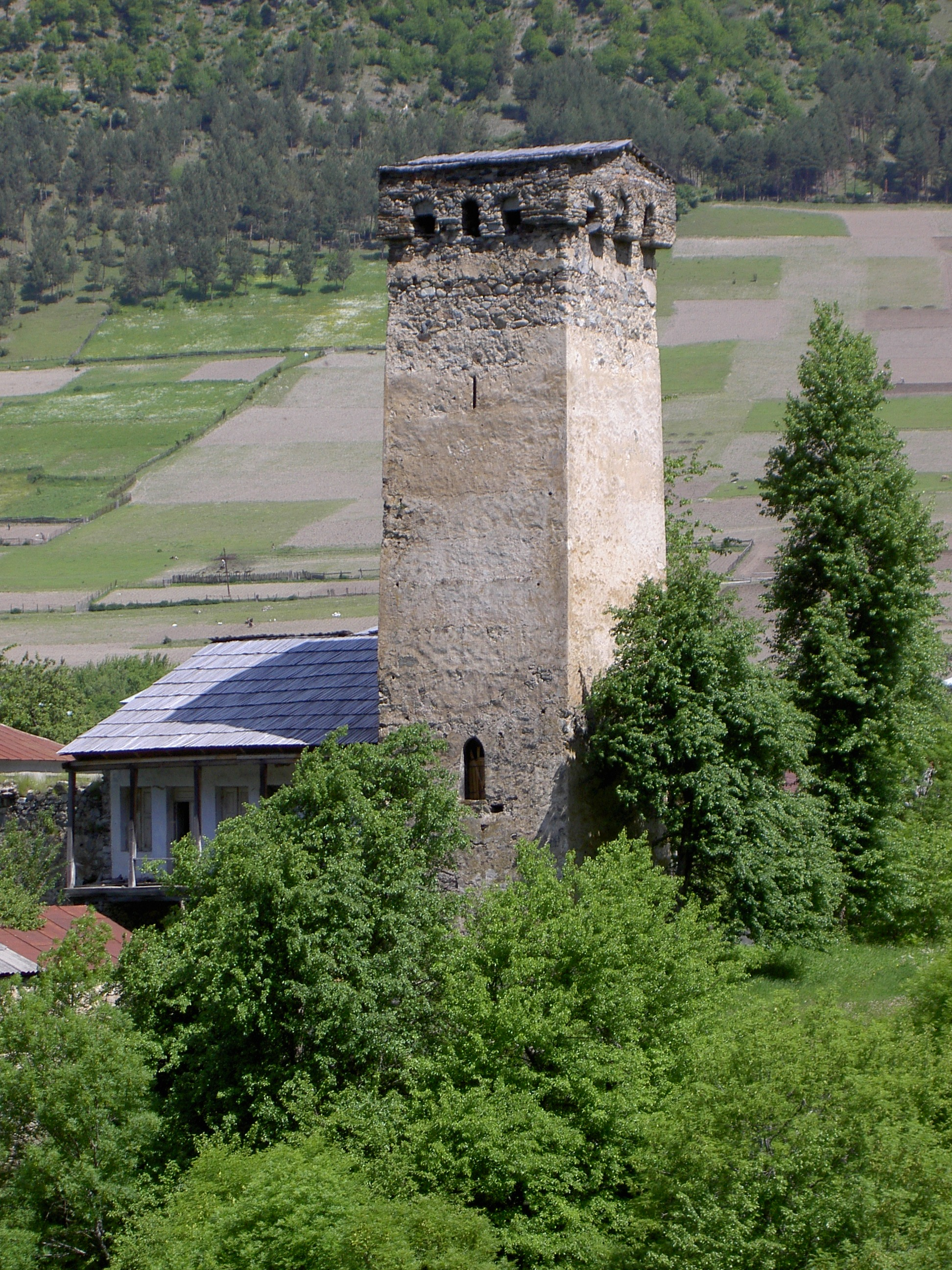
Une tour svane typique.

Les tours svanes sont une structure typique des villages de Svanétie, en Géorgie.

## Caractéristiques

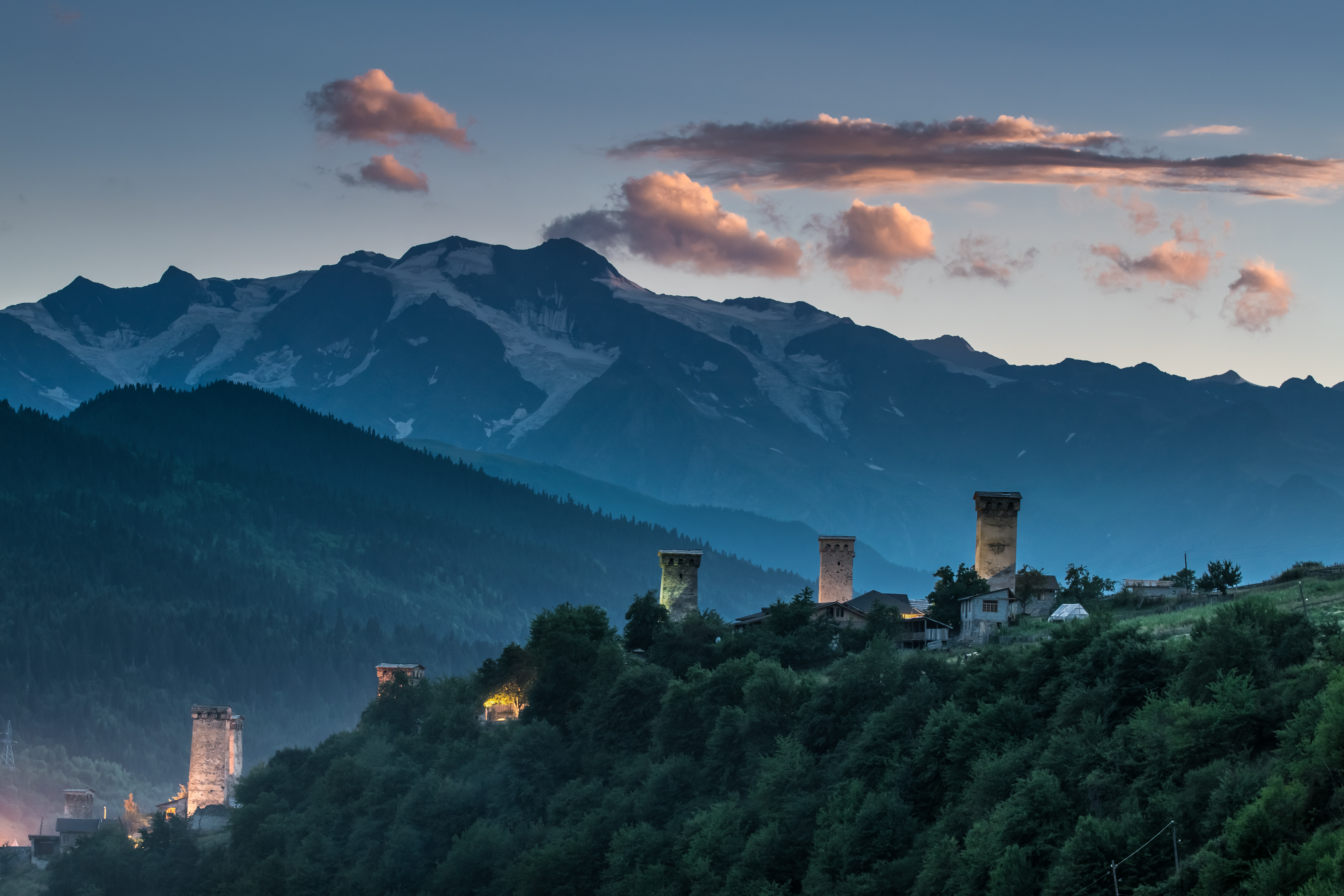
Tours svanes éclairées le soir à Mestia.

Les tours sont érigées dans la région historique de Svanétie, en Géorgie. Il s'agit de tours de défense habitées, en pierre, hautes d'environ 20 à 25 m et composée de quatre à cinq étages, rarement six. Vers le bas de la tour, les murs mesurent 1,5 m d'épaisseur, puis s'amincissent pour n'atteindre que 0,8 m d'épaisseur au sommet. Le sommet comporte une plate-forme de défense, recouverte d'un toit.
Elles sont érigées entre les IXe et XIIe siècles. Au XXIe siècle, les tours sont essentiellement utilisées pour stocker les réserves alimentaires et les productions agricoles.

## Protection
Les tours svanes sont une raison de l'inscription de la Haute Svanétie au patrimoine mondial par l'Unesco en 1996. En 2011, elles reçoivent également le prix d'architecture vernaculaire lors de l'International Award Architecture in Stone,.